# Barragem Armando Ribeiro Gonçalves
A Barragem Engenheiro Armando Ribeiro Gonçalves é o maior reservatório de água do Rio Grande do Norte, com capacidade de 2,4 bilhões de metros cúbicos. Está localizada no Rio Piranhas-Assu, entre os municípios de Assu, Itajá e São Rafael. Foi construído em 1980, pelo Departamento Nacional de Obras Contra as Secas (DNOCS), administrador da barragem.

## Controvérsias de contaminação
Há possibilidades de haver contaminação desta barragem em virtude da exploração da mina de ferro Jucurutu, por uma empresa concessionária, localizada na Serra do Bonito ou Cabeço do Bonito.[carece de fontes?]
O Moinho da empresa exploradora encontra-se na base da mesma Serra, com amplas possibilidades dos resíduos serem lançados na Barragem Armando Ribeiro.
Há denúncia das Prefeituras das cidades de Janduís e Assu no  sentido de que a mesma barragem esteja contaminada com bactérias cinanofíceas,  tornando a água imprópria para o consumo humano.[carece de fontes?]